# Iraque na Universíada de Verão de 2021
O Iraque participou da Universíada de Verão de 2021, que aconteceu em Chengdu, na China, entre 28 de julho e 8 de agosto de 2023.
A delegação teve quatro atletas — três masculinos e um feminino — em duas modalidades olímpicas.

## Competidores
Estas foram as modalidades e atletas que disputaram a edição:
| Esporte   | Masculino | Feminino | Total |
| --------- | --------- | -------- | ----- |
| Atletismo | 2         | 1        | 3     |
| Esgrima   | 1         | 0        | 1     |
| Total     | 3         | 1        | 4     |

## Desempenho

### Atletismo
Masculino
Provas de pista
| Atleta              | Evento | Primeira fase | Primeira fase | Semifinal   | Semifinal   | Final       | Final       | Ref.  |
| Atleta              | Evento | Resultado     | Pos.          | Resultado   | Pos.        | Resultado   | Pos.        | Ref.  |
| ------------------- | ------ | ------------- | ------------- | ----------- | ----------- | ----------- | ----------- | ----- |
| Murtadha Al-Kemawee | 100m   | 10.68         | 32            | Não avançou | Não avançou | Não avançou | Não avançou | [ 3 ] |
| Murtadha Al-Kemawee | 200m   | 21.65         | 30            | Não avançou | Não avançou | Não avançou | Não avançou | [ 4 ] |
| Aktham Albo Jasim   | 100m   | 10.97         | 45            | Não avançou | Não avançou | Não avançou | Não avançou | [ 3 ] |
| Aktham Albo Jasim   | 200m   | 22.16         | 42            | Não avançou | Não avançou | Não avançou | Não avançou | [ 4 ] |

Feminino
Provas de campo
| Atleta           | Evento          | Primeira fase | Primeira fase | Semifinal | Semifinal | Final       | Final       | Ref.  |
| Atleta           | Evento          | Resultado     | Pos.          | Resultado | Pos.      | Resultado   | Pos.        | Ref.  |
| ---------------- | --------------- | ------------- | ------------- | --------- | --------- | ----------- | ----------- | ----- |
| Maryam Abdulelah | Salto em altura | 1.65          | 27            | —         | —         | Não avançou | Não avançou | [ 5 ] |

### Esgrima
Masculino
| Atleta            | Evento | Fase de grupo | Fase de grupo | Fase de 128          | Fase de 64           | Fase de 32           | Oitavas de final     | Quartas de final     | Semifinais           | Final                | Pos.        | Ref.        |
| Atleta            | Evento | Adversário e resultado | Pos.          | Adversário resultado | Adversário resultado | Adversário resultado | Adversário resultado | Adversário resultado | Adversário resultado | Adversário resultado | Pos.        | Ref.        |
| ----------------- | ------ | --- | ------------- | -------------------- | -------------------- | -------------------- | -------------------- | -------------------- | -------------------- | -------------------- | ----------- | ----------- |
| Mohammed Al-Hilfi | Sabre  | IRI M. Abedini D 3–5 IND M. Sharma D 2–5 POL K. Kaczkowski D 3–5 HKG Chang H. V 5–2 KOR Hwang H. D 0–5 HUN G. Horváth D 1–5 | 59            | Não avançou          | Não avançou          | Não avançou          | Não avançou          | Não avançou          | Não avançou          | Não avançou          | Não avançou | [ 6 ] [ 7 ] |

Legenda
| Recorde mundial      | Recorde mundial (World record)               |                       | Recorde africano                      | Recorde africano (African) |                                           | Q | Classificado por posição (Qualified) |
| Recorde olímpico     | Recorde olímpico (Olympic record)            | Recorde da América    | Recorde da América (Americas)         | q                          | Classificado por melhor tempo (Qualified) |   |                                      |
| Melhor marca do ano  | Melhor marca do ano (World leading)          | Recorde asiático      | Recorde asiático (Asian)              | DNS                        | Não largou (Did not start)                |   |                                      |
| Recorde nacional     | Recorde nacional (National record)           | Recorde europeu       | Recorde europeu (European)            | DNF                        | Não terminou (Did not finish)             |   |                                      |
| Recorde pessoal      | Recorde pessoal do atleta (Personal best)    | Recorde da Oceania    | Recorde da Oceania (Oceania)          | DSQ / DQ                   | Desclassificado (Disqualified)            |   |                                      |
| Recorde da temporada | Recorde da temporada do atleta (Season best) | Recorde sul-americano | Recorde sul-americano (South America) | NM                         | Sem marca (No mark)                       |   |                                      |